# 4 Armia (ZSRR)
4 Armia (ros. 4-я армия) – związek operacyjny Armii Czerwonej podczas II wojny światowej, który prowadził swoje działania wpierw na froncie wschodnim w czasie II wojny światowej, a potem na Kaukazie podczas zimnej wojny. Został rozwiązany po rozpadzie Związku Radzieckiego.

## Historia

### I formowanie
4 Armia została sformowana w sierpniu 1939 roku w Białoruskim Specjalnym Okręgu Wojskowym z Bobrujskiej Grupy Armijnej jako samodzielna armia. We wrześniu 1939 roku 4 Armia wzięła udział w inwazji Związku Radzieckiego na Polskę. Armią dowodził wtedy przyszły marszałek ZSRR Wasilij Czujkow, przyszły obrońca Stalingradu. Orkiestra i batalion z 29 Lekkiej Brygady Pancernej z 4 Armii brały udział w niemiecko-radzieckiej paradzie wojskowej w Brześciu 22 września 1939 roku.
W dniu ataku Niemiec na Związek Radziecki (22 czerwca 1941 roku) 4 Armia była częścią Frontu Zachodniego. Generał pułkownik Pawłow, dowódca Frontu Zachodniego, postanowił przenieść wcześniej niektóre oddziały 4 Armii (było to początkiem 1941 roku). 42 Dywizja Strzelecka została przesunięta do Brześcia, a kwatera główna 14 Korpusu Zmechanizowanego do Kobrynia, co według słów historyka Johna Ericksona pozbawiło 4 Armię zarówno sił rezerwowych, jak i sił drugiego rzutu. Naprzeciw 4 Armii za rzeką Bug stała 4 Armia niemiecka, składająca się z dwunastu dywizji piechoty, jednej dywizji kawalerii i 2 Grupy Pancernej. Niektóre jednostki 4 Armii stały w obliczu poważnych trudności. Kiedy dowódca armii gen. mjr A.A. Korobkow, spotkał się 10 czerwca ze swoimi oficerami, to wówczas dowódca 14 Korpusu Zmechanizowanego gen. mjr S.I. Oborin, podkreślał z naciskiem, że ponad połowa jego żołnierzy to nieprzeszkoleni rekruci, że wojska artyleryjskie otrzymały armaty do których nie było amunicji i że liczba ciężarówek pozwalała im czynić korpus mobilnym w zaledwie 25%, reszta musiała maszerować pieszo.
W przeddzień ataku 4 Armia stała się ofiarą niemieckiego sabotażu łącznościowego. Poszczególne jednostki straciły ze sobą połączenie telefoniczne, odcięto zasilanie, a sama twierdza Brześć utraciła swoje magazyny wody pitnej. Od godz. 5:00 rano 22 czerwca toczyły się wokół twierdzy we Brześciu zacięte walki, choć siedem batalionów wokół fortecy z 28 Korpusu Strzeleckiego cierpiało na braki w ludziach, dezorganizację i nieefektywność. Pomimo tych mankamentów ostateczne zdobycie twierdzy przez Niemców zajęło trochę czasu w związku z zawziętym oporem radzieckim. O 16:00 22 czerwca sztab 4 Armii był z powrotem w Zaprudzie, a Sztab Generalny frontu rozkazał 14 Korpusowi Zmechanizowanemu rozpocząć atak w celu wycofania się z Brześcia i dotarcia do linii frontu. Jednak sztab armii przeczuwał, że plan nie ma szans powodzenia i tak się zresztą stało. Kiedy następnego dnia rozpoczęto działania zaczepne, powiodły się one tylko w bardzo niewielkim stopniu. W związku z tym trzy dni później dowódca Frontu Zachodniego rozkazał całkowity odwrót w celu uniknięcia okrążenia. 4 Armia została wycofana na linię od Bytina do Pińska. Tego samego dnia nadeszły kolejne instrukcje od gen. Pawłowa. Aby móc osłonić koncentrację armii rezerwowych przy rzece Dniepr 4 Armia miała utrzymać swoje pozycje przy rzece Szczara, rejon umocniony Słuck oraz linię rzeki Słucz. Niestety rejon umocniony Słuck, tak jak zostało to przypomniane Korobkowi, dużo wcześniej otrzymał instrukcje o przeniesieniu arsenałów uzbrojenia do twierdzy w Brześciu (która się wciąż broniła). Tym samym zaplanowana obrona rejonu umocnionego Słuck nie mogła się powieść i Słuck padł już 27 czerwca. Następnie 4 Armia wzięła udział w obronie rejonu wokół Bobrujska.
Pod koniec lipca 1941 roku rozpoczął się proces rozpadu 4 Armii. Dowódcy (gen. mjr Aleksandr Korobkow i gen. mjr Oborin) zostali rozstrzelani. 24 lipca armia została rozformowana, a na bazie dowództwa Armii utworzono dowództwo Frontu Centralnego.

### II formowanie
Pod koniec września 1941 roku 4 Armia została sformowana ponownie utrzymując status samodzielnej jednostki aż do grudnia i będąc przez ten czas w rezerwie Stawki. Sztaby polowe 52. i 54. Armii użyto do uzupełnienia dowództwa armii. 
4 Armia brała udział w kontrataku na Tichwin w celu odblokowania Leningradu. 17 grudnia 1941 roku 4 Armia została włączona w skład Frontu Wołchowskiego. Od stycznia 1942 do listopada 1943 roku 4 Armia walczyła na froncie wołchowskim i leningradzkim wykonując także działania na tyłach frontu. W odróżnieniu od innych części frontu wschodniego Armia Czerwona nie wykazywała się dużymi zdobyczami na północy do 1943 roku. 4 Armia została rozformowana w listopadzie 1943 roku.

### III formowanie
Armia została ponownie sformowana w styczniu 1944 roku jako część Frontu Zakaukaskiego. Sztab 4 Armii powstał ze sztabu 34 Armii. 4 Armia stacjonowała w Iranie aż do sierpnia 1945 roku, co było zgodne z traktatem radziecko-irańskim z 1921 roku.
Przy Armii działały 3 samodzielne kompanie karne.

### Służba po wojnie
W latach powojennych 4 Armia stacjonowała na terenie Azerbejdżańskiej SRR w ramach Zakaukaskiego Okręgu Wojskowego. Sytuacja ta utrzymywała się aż do rozpadu Związku Radzieckiego. 4 Armia miała swój sztab generalny w Baku po tym, jak została przeniesiona z Iranu w 1946 roku, i tym samym Okręg Wojskowy Baku został wówczas rozwiązany. Z dywizji wojskowych czasu II wojny światowej pod koniec lat. 80 pozostała tylko jedna, a mianowicie 60 Dywizja Zmechanizowana (najpierw 296., później 6. Dywizja Strzelecka im marsz. ZSRR Fiodora Tołbuchina).

## Dowództwo armii
Dowódcy:
- komdiw Wasilij Czujkow[9]
- gen. mjr Aleksandr Korobkow[10] (1939 – 8.07.1941),
- płk Leonid Sandałow (8 – 23.07.1941),
- gen. por. Wsiewołod Jakowlew (26.09.1941 – 09.11.1941),
- gen. armii Kirył Mierieckow (09.11.1941 – 16.12.1941),
- gen. mjr Piotr Iwanow (16.12.1941 – 03.02.1942),
- gen. mjr Piotr Lapin (03.02.1942 – 25.06.1942),
- gen. por. Nikołaj Gusiew (26.06.1942 – 30.10.1943),
- gen. por. Iwan Sowietnikow (1944 –)

Szefowie sztabu:
- płk Iwan Wiktorow[9]

## Struktura organizacyjna
Skład we wrześniu 1939:
- 23 Korpus Strzelecki
- 8 Dywizja Strzelecka
- 29 Brygada Pancerna
- 32 Brygada Pancerna

Skład 22 czerwca 1941:
- 28 Korpus Strzelecki
- 14 Korpus Zmechanizowany

Skład 1 października 1941:
- 32 Dywizji Strzeleckiej,
- 285 Dywizji Strzeleckiej,
- 292 Dywizji Strzeleckiej,
- 311 Dywizji Strzeleckiej,
- 27 Dywizji Kawalerii,
- 9 Brygady Pancernej,
- 119 samodzielny batalion czołgów,
- 883 pułk artylerii,
- 2 Rezerwowej Grupy Lotniczej.

Skład w lutym 1944:
- kwatera główna,
- 58 Korpus Strzelecki: 68 Górska Dywizja Strzelecka, 75 Dywizja Strzelecka, 89 i 90 Brygada Strzelecka,
- 15 Korpus Kawalerii: 1 Dywizja Kawalerii, 23 Dywizja Kawalerii i 39 Dywizja Kawalerii, 1595 pułk artylerii przeciwpancernej, 15 samodzielny dywizjon artylerii przeciwpancernej i 17 dywizjon moździerzy,
- 28 bateria artylerii przeciwlotniczej,
- 492 pułk lotnictwa szturmowego,
- 167 pułk lotnictwa myśliwskiego.

Skład w 1989:
w składzie Zakaukaskiego Okręgu Wojskowego
- 23 Dywizja Zmechanizowana[a]
- 60 Dywizja Zmechanizowana[a]
- 216 Dywizja Zmechanizowana[b]
- 295 Dywizja Zmechanizowana[a]
- 136 Brygada Rakiet Operacyjno-Taktycznych
- 117 Brygada Rakiet Przeciwlotniczych
- 215 pułk artylerii
- 941 pułk artylerii rakietowej
- 941 pułk rozpoznania artyleryjskiego
- 87 pułk radiotechniczny
- 95 pułk łączności